# Ski-Orientierungslauf-Europameisterschaften
Die Ski-Orientierungslauf-Europameisterschaften (engl. European Ski Orienteering Championships, kurz Ski-EOC oder ESOC) werden seit 2001 ausgetragen.
Wie bei Weltmeisterschaften im Ski-Orientierungslauf werden Wettbewerbe über die Distanzen Lang und Mittel sowie im Sprint und in Dreier-Staffeln ausgetragen. Seit 2012 gibt es einen Wettbewerb für Mixed-Teams. Dabei laufen jeweils ein Mann und eine Frau in einer Mannschaft abwechselnd jeweils drei Runden.
Das offizielle Weltmeisterschafts-Programm sieht demnach wie folgt aus:
- Sprint,
- Mittel,
- Lang,
- Staffel (Dreier-Teams),
- Mixedteam-Staffel (Zweier-Teams).

Die Europameisterschaften der Junioren finden getrennt von den Aktiven statt, mehr hierüber siehe Junioren-Ski-Orientierungslauf-Europameisterschaften.

## Austragungsorte
| Jahr | Datum                     | Austragungsland | Austragungsort          |
| ---- | ------------------------- | --------------- | ----------------------- |
| 2001 | 12. bis 18. März          | Russland        | Wologda                 |
| 2003 | 11. bis 19. Januar        | Italien         | Kastelruth (Seiser Alm) |
| 2006 | 20. bis 27. Februar       | Russland        | Iwanowo                 |
| 2008 | 14. bis 20. Januar        | Schweiz         | S-chanf                 |
| 2010 | 8. bis 15. Februar        | Rumänien        | Miercurea Ciuc          |
| 2011 | 31. Januar bis 6. Februar | Norwegen        | Lillehammer             |
| 2012 | 20. bis 26. Februar       | Ukraine         | Sumy                    |
| 2013 | 11. bis 17. Februar       | Lettland        | Madona                  |
| 2014 | 5. bis 14. März           | Russland        | Tjumen                  |
| 2015 | 19. bis 25. Januar        | Schweiz         | Lenzerheide             |
| 2016 | 29. Februar bis 5. März   | Österreich      | Obertilliach            |
| 2017 | 7. bis 12. Februar        | Finnland        | Imatra                  |
| 2018 | 3. bis 8. Februar         | Bulgarien       | Welingrad               |
| 2019 | 3. bis 11. Februar        | Türkei          | Sarıkamış               |
| 2020 | 8. bis 15. März           | Russland        | Chanty-Mansijsk         |

## Sprint

### Herren
| Jahr | Gold                 | Silber                | Bronze                     | Anmerkungen        |
| ---- | -------------------- | --------------------- | -------------------------- | ------------------ |
| 2001 | Wiktor Kortschagin   | Matti Keskinarkaus    | Bertil Nordqvist           |                    |
| 2003 | Eduard Chrennikow    | Bertil Nordqvist      | Jukka Lanki                | 9,5 km, 11 Posten  |
| 2006 | Tomas Löfgren        | Bengt Leandersson     | Sergei Ossipow             | 3,25 km, 11 Posten |
| 2008 | Tomas Löfgren        | Matti Keskinarkaus    | Peter Arnesson             | 3,3 km, 17 Posten  |
| 2010 | Eduard Chrennikow    | Andrei Lamow          | Andrei Grigorjew Erik Rost | 17 Posten          |
| 2011 | Peter Arnesson       | Staffan Tunis         | Olli-Markus Taivainen      | 3,7 km, 15 Posten  |
| 2012 | Staffan Tunis        | Stanimir Belomaschew  | Eduard Chrennikow          | 3,15 km, 12 Posten |
| 2013 | Stanimir Belomaschew | Peter Arnesson        | Hans Jørgen Kvåle          | 3,9 km, 18 Posten  |
| 2014 | Andrei Lamow         | Ville-Petteri Saarela | Ulrik Nordberg             |                    |

### Damen
| Jahr | Gold              | Silber                        | Bronze                              | Anmerkungen        |
| ---- | ----------------- | ----------------------------- | ----------------------------------- | ------------------ |
| 2001 | Lena Hasselström  | Tatjana Wlassowa              | Katja Rajaniemi                     |                    |
| 2003 | Stina Grenholm    | Natalja Tomilowa              | Tatjana Wlassowa                    | 4,0 km, 9 Posten   |
| 2006 | Tatjana Wlassowa  | Stine Hjermstad Kirkevik      | Olga Schewtschenko Natalja Tomilowa | 2,97 km, 9 Posten  |
| 2008 | Tatjana Wlassowa  | Liisa Anttila Tatjana Koslowa |                                     | 2,9 km, 15 Posten  |
| 2010 | Tatjana Wlassowa  | Josefine Engström             | Helene Söderlund                    | 2,6 km, 15 Posten  |
| 2011 | Tatjana Wlassowa  | Polina Maltschikowa           | Josefine Engström                   | 3,1 km, 12 Posten  |
| 2012 | Josefine Engström | Polina Maltschikowa           | Sonja Mörsky                        | 2,79 km, 12 Posten |
| 2013 | Tatjana Koslowa   | Mervi Pesu                    | Tove Alexandersson                  | 3,1 km, 15 Posten  |
| 2014 | Hana Hančíková    | Tove Alexandersson            | Audhild Rognstad                    |                    |

## Mittel

### Herren
| Jahr | Gold               | Silber                | Bronze             | Anmerkungen        |
| ---- | ------------------ | --------------------- | ------------------ | ------------------ |
| 2001 | Matti Keskinarkaus | Jukka Lanki           | Eivind Tonna       |                    |
| 2003 | Tommy Olsen        | Eduard Chrennikow     | Arto Lilja         | 15,0 km, 12 Posten |
| 2006 | Tomas Löfgren      | Eduard Chrennikow     | Tobias Åslund      | 8,97 km, 18 Posten |
| 2008 | Andrei Gruzdew     | Ondřej Vodrážka       | Erik Rost          | 7,1 km, 22 Posten  |
| 2010 | Eduard Chrennikow  | Peter Arnesson        | Andrei Grigorjew   | 12,2 km, 22 Posten |
| 2011 | Erik Rost          | Staffan Tunis         | Wladimir Barchukow | 10,7 km, 29 Posten |
| 2012 | Eduard Chrennikow  | Olli-Markus Taivainen | Hans Jørgen Kvåle  | 9,37 km, 22 Posten |
| 2013 | Hans Jørgen Kvåle  | Staffan Tunis         | Andrei Lamow       | 9,2 km, 26 Posten  |
| 2014 | Wladimir Barchukow | Andrei Lamow          | Hans Jørgen Kvåle  |                    |

### Damen
| Jahr | Gold               | Silber                              | Bronze            | Anmerkungen        |
| ---- | ------------------ | ----------------------------------- | ----------------- | ------------------ |
| 2001 | Lena Hasselström   | Stine Hjermstad Kirkevik            | Jana Kosonen      |                    |
| 2003 | Tatjana Wlassowa   | Barbora Chudikova                   | Marie Lund        | 9,5 km, 12 Posten  |
| 2006 | Tatjana Wlassowa   | Stine Hjermstad Kirkevik            | Natalja Tomilowa  | 6,98 km, 12 Posten |
| 2008 | Tatjana Wlassowa   | Olga Schewtschenko                  | Natalja Tomilowa  | 6,2 km, 18 Posten  |
| 2010 | Tatjana Wlassowa   | Liisa Anttila                       | Marte Reenaas     | 9,6 km, 16 Posten  |
| 2011 | Marte Reenaas      | Polina Maltschikowa Tatjana Koslowa |                   | 7,7 km, 18 Posten  |
| 2012 | Marte Reenaas      | Josefine Engström                   | Kajsa Richardsson | 7,0 km, 15 Posten  |
| 2013 | Julia Tarasenko    | Anastasija Krawtschenko             | Mervi Pesu        | 7,4 km, 23 Posten  |
| 2014 | Tove Alexandersson | Mira Kaskinen                       | Sonja Mörsky      |                    |

## Lang

### Herren
| Jahr | Gold                 | Silber                | Bronze             | Anmerkungen        |
| ---- | -------------------- | --------------------- | ------------------ | ------------------ |
| 2001 | Jukka Lanki          | Andreas Edvardsen     | Matti Keskinarkaus |                    |
| 2003 | Bertil Nordqvist     | Eduard Chrennikow     | Peter Arnesson     | 27,0 km, 23 Posten |
| 2006 | Tomas Löfgren        | Tobias Åslund         | Johan Granath      | 22,7 km, 35 Posten |
| 2008 | Erik Rost            | Peter Arnesson        | Tomas Löfgren      | 16,2 km, 47 Posten |
| 2010 | Staffan Tunis        | Eduard Chrennikow     | Teemu Köngäs       | 20,8 km, 28 Posten |
| 2011 | Staffan Tunis        | Olli-Markus Taivainen | Andrei Gruzdew     | 20,9 km, 29 Posten |
| 2012 | Staffan Tunis        | Andrei Lamow          | Hans Jørgen Kvåle  | 19,4 km, 19 Posten |
| 2013 | Peter Arnesson       | Hans Jørgen Kvåle     | Staffan Tunis      | 22,8 km, 44 Posten |
| 2014 | Stanimir Belomaschew | Andrei Lamow          | Lars Hol Moholdt   |                    |

### Damen
| Jahr | Gold                     | Silber                   | Bronze               | Anmerkungen        |
| ---- | ------------------------ | ------------------------ | -------------------- | ------------------ |
| 2001 | Tatjana Wlassowa         | Stine Hjermstad Kirkevik | Irina Onischtschenko |                    |
| 2003 | Stina Grenholm           | Tatjana Wlassowa         | Natalja Tomilowa     | 14,0 km, 25 Posten |
| 2006 | Stine Hjermstad Kirkevik | Tatjana Wlassowa         | Hannele Valkonen     | 15,9 km, 25 Posten |
| 2008 | Tatjana Wlassowa         | Liisa Anttila            | Mervi Pesu           | 12,1 km, 44 Posten |
| 2010 | Marte Reenaas            | Liisa Anttila            | Tatjana Wlassowa     | 14,5 km, 26 Posten |
| 2011 | Helene Söderlund         | Tatjana Wlassowa         | Tatjana Koslowa      | 14,7 km, 21 Posten |
| 2012 | Polina Maltschikowa      | Anastasia Krawtschenko   | Tatjana Koslowa      | 13,9 km, 16 Posten |
| 2013 | Tatjana Koslowa          | Josefine Engström        | Tove Alexandersson   | 16,2 km, 27 Posten |
| 2014 | Polina Maltschikowa      | Anastasia Krawtschenko   | Tatjana Koslowa      |                    |

## Staffel

### Herren
| Jahr | Gold                                                            | Silber                                                        | Bronze                                                       |
| ---- | --------------------------------------------------------------- | ------------------------------------------------------------- | ------------------------------------------------------------ |
| 2001 | Finnland                                                        | Norwegen                                                      | Schweden                                                     |
| 2003 | Norwegen Øystein Kvaal Østerbø Eivind Tonna Tommy Olsen         | Russland 1 Nikolai Bondar Wassili Glucharew Eduard Chrennikow | Russland 2 Sergei Ossipow Ruslan Grizan Igor Sorokin         |
| 2006 | Schweden Peter Arnesson Tobias Åslund Tomas Löfgren             | Finnland Arto Lilja Teemu Köngäs Staffan Tunis                | Russland Kirill Wesselow Wadim Tolsopjatow Andrei Gruzdew    |
| 2008 | Schweden Peter Arnesson Erik Rost Tomas Löfgren                 | Finnland Teemu Köngäs Matti Keskinarkaus Staffan Tunis        | Norwegen Øystein Kvaal Østerbø Øyvind Watterdal Eivind Tonna |
| 2010 | Schweden Johan Granath Erik Rost Peter Arnesson                 | Norwegen Eivind Tonna Hans Jørgen Kvåle Lars Hol Moholdt      | Finnland Teemu Köngäs Olli-Markus Taivainen Staffan Tunis    |
| 2011 | Russland Wladimir Barchukow Kirill Wesselow Eduard Chrennikow   | Finnland Janne Häkkinen Olli-Markus Taivainen Staffan Tunis   | Schweden Johan Granath Peter Arnesson Erik Rost              |
| 2012 | Finnland Matti Keskinarkaus Staffan Tunis Olli-Markus Taivainen | Norwegen Ove Saetra Lars Hol Moholdt Hans Jørgen Kvåle        | Schweden Joel Sjölander Martin Hammarberg Erik Rost          |
| 2013 | Norwegen Ove Sætra Lars Hol Moholdt Hans Jørgen Kvåle           | Russland Wladimir Bartschukow Kirill Wesselow Andrei Lamow    | Finnland Janne Häkkinen Ville-Petteri Saarela Staffan Tunis  |
| 2014 | Norwegen Øyvind Watterdal Hans Jørgen Kvåle Lars Hol Moholdt    | Russland Wladimir Bartschukow Eduard Chrennikow Andrei Lamow  | Finnland Janne Häkkinen Staffan Tunis Ville-Petteri Saarela  |

### Damen
| Jahr | Gold                                                                 | Silber                                                               | Bronze                                                                      |
| ---- | -------------------------------------------------------------------- | -------------------------------------------------------------------- | --------------------------------------------------------------------------- |
| 2001 | Russland Irina Onischtschenko Natalja Tomilowa Tatjana Wlassowa      | Finnland                                                             | Schweden                                                                    |
| 2003 | Russland Irina Onischtschenko Natalja Tomilowa Tatjana Wlassowa      | Schweden Ida Wikström-Holmgren Marie Lund Stine Grenholm             | Finnland Erja Jokinen Kirsi Vanhalakka Salla Lehto                          |
| 2006 | Russland Olga Schewtschenko Natalja Tomilowa Tatjana Wlassowa        | Finnland Hanna-Maija Mäkelä Kirsi Vanhalakka Katja Rajaniemi         | Schweden Stina Grenholm Erica Johansson Marie Lund                          |
| 2008 | Finnland Hannele Valkonen Mervi Pesu Liisa Anttila                   | Russland Olga Schewtschenko Natalja Tomilowa Tatjana Wlassowa        | Schweden Åsa Zetterberg-Eriksson Josefine Engström Helene Söderlund         |
| 2010 | Schweden Åsa Zetterberg-Eriksson Josefine Engström Helene Söderlund  | Russland Anastasia Krawtschenko Tatjana Wlassowa Natalja Tomilowa    | Finnland Laura Kempas Marttiina Joensuu Liisa Anttila                       |
| 2011 | Russland Anastasia Krawtschenko Maria Ketschkina Aljona Trapeznikowa | Schweden Kajsa Richardsson Josefine Engström Helene Söderlund        | Norwegen Marianne Mellbye Larsen Stine Olsen Kirkevik Marte Reenaas         |
| 2012 | Russland Tatjana Koslowa Natalja Tomilowa Polina Maltschikowa        | Norwegen Cristina Løvald Hellberg Audhild Bakken Andrine Benjaminsen | Schweden Magdalena Olsson Kajsa Richardsson Josefine Engström               |
| 2013 | Russland Anastasija Krawtschenko Polina Maltschikowa Tatjana Koslowa | Schweden Magdalena Olsson Tove Alexandersson Josefine Engström       | Norwegen Christina Hellberg Maren Jansson Haverstad Audhild Bakken Rognstad |
| 2014 | Finnland Mira Kaskinen Sonja Mörsky Mervi Pesu                       | Russland Anastasija Krawtschenko Julia Tarasenko Tatjana Rwatschewa  | Norwegen Christina Hellberg Anna Ulvensøen Audhild Bakken Rognstad          |

## Mixed-Team
Dieser Wettbewerb wird seit 2012 ausgetragen.
| Jahr | Gold                                             | Silber                                                    | Bronze                                             |
| ---- | ------------------------------------------------ | --------------------------------------------------------- | -------------------------------------------------- |
| 2012 | Russland Andrei Grigorjew Polina Maltschikowa    | Schweden Peter Arnesson Tove Alexandersson                | Bulgarien Stanimir Belomaschew Antonija Grigorowa  |
| 2013 | Russland Anastasija Krawtschenko Kirill Wesselow | Schweden Josefine Engström Peter Arnesson                 | Norwegen Audhild Bakken Rognstad Hans Jørgen Kvåle |
| 2014 | Russland Wladimir Bartschukow Julia Tarasenko    | Bulgarien Stanimir Belomaschew Antonija Grigorowa-Burgowa | Schweden Erik Rost Tove Alexandersson              |